# Lents de Visby
Les Lents de Visby són una col·lecció d'objectes manufacturats amb forma de lent fets de cristall de roca (quars) que aparegueren en unes tombes vikingues de l'illa de Gotland (Suècia) i que daten del segle XI o XII. Algunes tenien muntures d'argent amb filigranes, que cobrien la part posterior de la lent, i es devien usar com a joies; sembla que les lents són molt més antigues que les muntures. Algunes d'aquestes lents es troben al Museu Històric de Fornsal, a Visby, i d'altres al Museu Nacional de Suècia, a Estocolm.
Segons informà Otto Ahlström el 1950, la majoria tenen superfícies asfèriques. Les millors lents tenen poca aberració esfèrica, i això indica que el perfil de la superfície s'ha optimitzat per a millorar la qualitat de la imatge. La majoria de les lents, però, no mostren cap signe d'optimització i produeixen pitjors imatges que una simple lent esfèrica.

## Descripció

Lent asfèrica mesurada per Karl-Heinz Wilms

Les lents són biasfèriques i dues en tenen molt bones propietats d'imatge. La superfície sembla una el·lipse oblata, mentre que la superfície més propera a l'ull s'acosta a una paràbola.
El millor exemple de lents té 50 mm de diàmetre i un gruix de 30 mm al centre, amb una resolució angular de 25-30 μm.
Les lents de Visby demostren que els artesans empraven sofisticades tècniques de fabricació de lents fa més de mil anys, en una època en què els investigadors començaven a explorar les lleis de la refracció. Segons Schmidt i els seus col·laboradors, els artesans treballaven per assaig i error, perquè les matemàtiques per a calcular la millor forma d'una lent no es van descobrir pas fins a centenars d'anys després. S'ha suggerit que els coneixements per a fer aquestes lents estaven restringits a poques persones.
Les recerques a Fröjel (Gotland) del 1999 descobriren proves de la fabricació local de denes i lents de cristall de roca, amb peces sense treballar que coexisteixen amb denes i lents parcialment acabades. Abans de les troballes de Fröjel, es creia que les lents no les havien fetes pas els vikings, ja que hi ha indicis que es van fer a l'Imperi Romà d'Orient o a Europa de l'Est. Se sap que els vikings de Gotland entraren en xarxes comercials que arribaven fins a Constantinoble.

## Usos proposats
S'han proposat diversos usos per a les lents. Pot ser que els artesans les utilitzassen per a ampliar els seus treballs, com a pedres de lectura o per a encendre el foc. Olaf Schmidt ha suggerit que s'utilitzassen com a part d'un telescopi.